# Aaron Judge
Aaron James Judge (Linden, 26 aprile 1992) è un giocatore di baseball statunitense che gioca nel ruolo esterno destro per i New York Yankees della Major League Baseball (MLB). Selezionato per sei All-Star Game e premiato per due volte come MVP dell'American League, Judge ha stabilito il record dell'American League per fuoricampo in una stagione con 62, battendo il primato di Roger Maris che resisteva da 61 anni. Alto 201 cm per 128 kg, è uno dei giocatori più alti e pesanti della MLB.
Dopo avere giocato al college per i Fresno State Bulldogs è stato selezionato dagli Yankees come 32ª scelta del primo giro del Draft MLB 2013. Dopo avere debuttato nel 2016, l'anno seguente è stato premiato unanimemente come rookie dell'anno dell'American League, finendo anche secondo nel premio di MVP dopo avere battuto un record per una matricola di 52 fuoricampo, oltre a essere diventato la prima matricola a vincere l'Home Run Derby. Nel 2022 è stato premiato per la prima volta come MVP dopo avere battuto il record della AL per fuoricampo in una stagione. Prima della stagione successiva ha firmato un nuovo contratto di nove anni del valore di 360 milioni di dollari ed è stato nominato capitano degli Yankees. Nel 2024 ha vinto il suo secondo MVP con verdetto unanime dopo avere guidato la MLB in home run e avere portato la sua squadra alla sua prima qualificazione alle World Series in 15 anni.

## Carriera

### Gli inizi
Judge venne selezionato dagli Oakland Athletics nel 31º turno del draft MLB 2010, ma non firmò e si iscrisse alla California State University di Fresno. Firmò quando venne selezionato la seconda volta, nel primo turno come 32º scelta assoluta del draft MLB 2013 dai New York Yankees.

### Stagione 2016
Judge debuttò nella MLB il 13 agosto 2016, allo Yankee Stadium di New York, partendo come esterno destro titolare contro i Tampa Bay Rays. Nel suo primo turno in battuta colpì un fuoricampo. Judge batté un home run anche nella gara successiva. La sua stagione di debutto si chiuse il 13 settembre 2016 a causa di un infortunio subito contro i Los Angeles Dodgers.

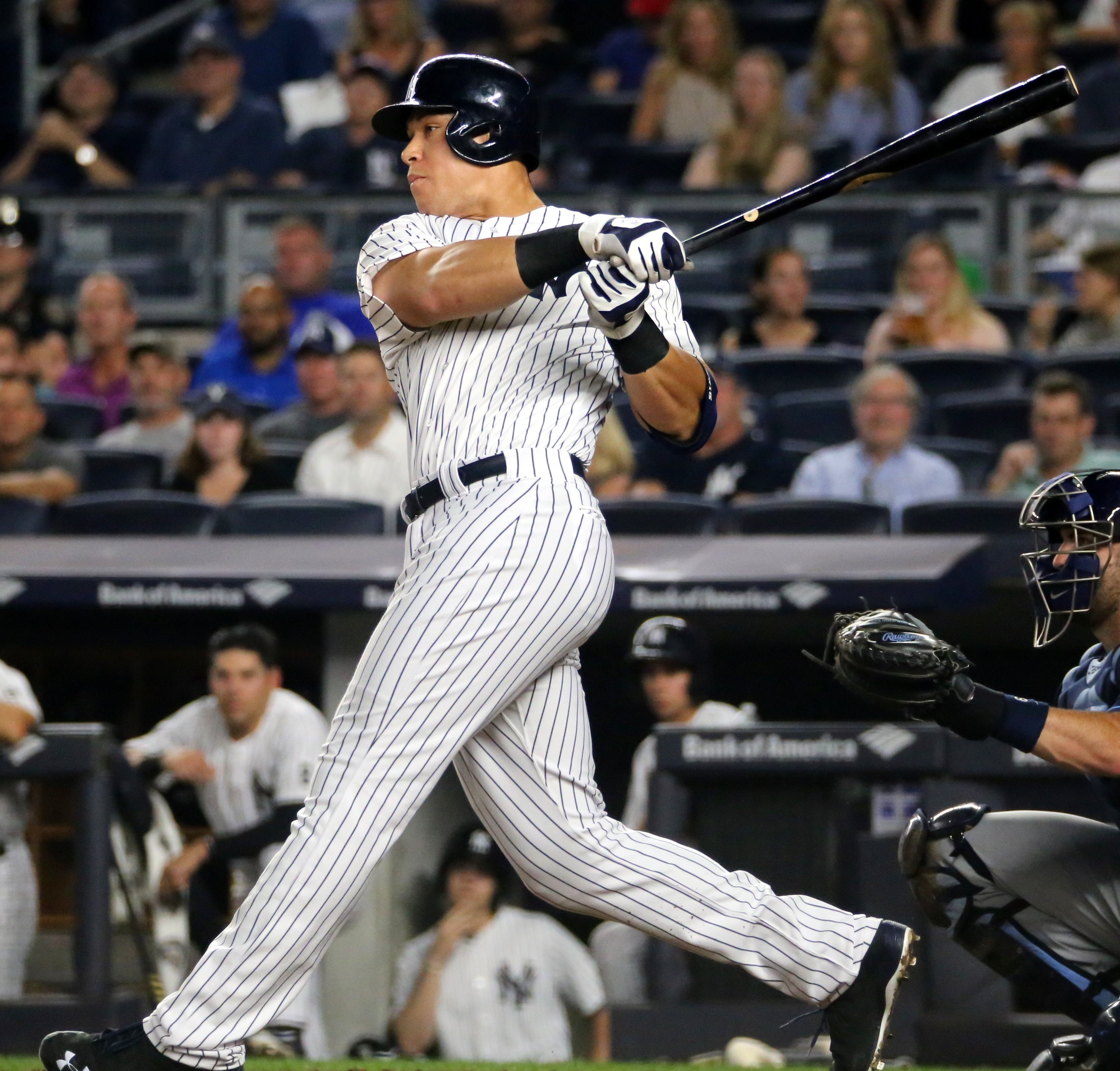
Judge l'8 settembre 2016

### Stagione 2017
Il 28 aprile 2017, Judge batté per la prima volta due fuoricampo in una partita, nella sfida contro i Baltimore Orioles. Judge chiuse il mese di aprile con 10 home run, pareggiando il record per un rookie condiviso da José Abreu dei Chicago White Sox e da Trevor Story dei Colorado Rockies. Per queste prestazioni fu premiato come miglior rookie del mese di aprile dell'American League.
Il 2 maggio, Judge batté due fuoricampo contro i Toronto Blue Jays, arrivando a quota 12 in 25 partite. Divenne così il terzo giocatore della storia degli Yankees a battere almeno 12 home run nelle sue prime 25 partite (Babe Ruth ne batté 12 nel 1921 e Alex Rodriguez 14 nel 2007). Il 28 maggio, in una gara contro gli Oakland Athletics, Judge batté il suo primo grande slam.
Il 10 giugno, Judge batté un fuoricampo con una velocità di uscita di 194,9 km/h, stabilendo un nuovo record per la maggiore velocità mai registrata da Statcast. Il giorno successivo batté 4 su 4 con due fuoricampo, uno dei quali viaggiò per 150,9 metri, il più lungo della MLB in quella stagione. Il 12 giugno, Judge fu premiato come giocatore dell'American League della settimana, terminata in testa a tutte le tre categorie della AL che assegnano la Tripla corona.

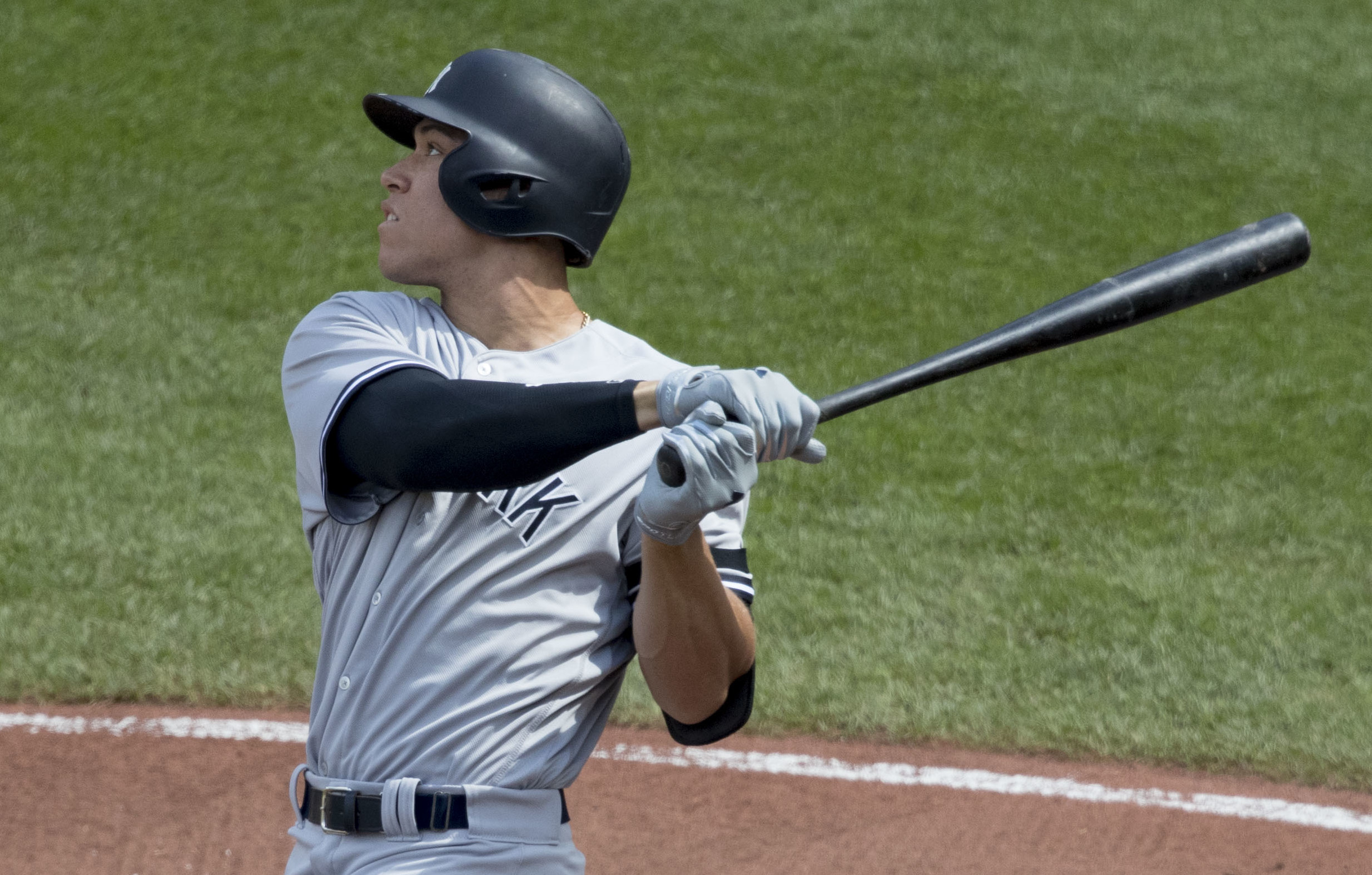
Judge in battuta contro i Baltimore Orioles nel 2017

Il 2 luglio 2017, Judge fu convocato come titolare per l'All-Star Game 2017. Ricevette oltre 4,4 milioni di voti, il massimo di tutti i giocatori dell'American League. Fu inoltre nominato miglior giocatore dell'American League per il mese di giugno, battendo con .324, con 10 fuoricampo, 25 RBI e .481 di percentuale di arrivo in base. Fu anche nominato rookie del mese della AL per il terzo mese consecutivo, la striscia più lunga da quando Mike Trout ne vinse quattro consecutivi nel 2012. Il 5 luglio, a meno di metà stagione, Judge pareggiò il record per un rookie degli Yankees col 29º fuoricampo, stabilito da Joe DiMaggio nel 1936. Due giorni dopo si impossessò del primato solitario con un home run contro i Milwaukee Brewers, diventando il secondo rookie della storia a battere 30 fuoricampo prima della pausa per l'All-Star Game dopo Mark McGwire nel 1987. Il 10 luglio, Judge vinse l'Home Run Derby, battendo in finale il terza base dei Minnesota Twins Miguel Sanó per 11-10.

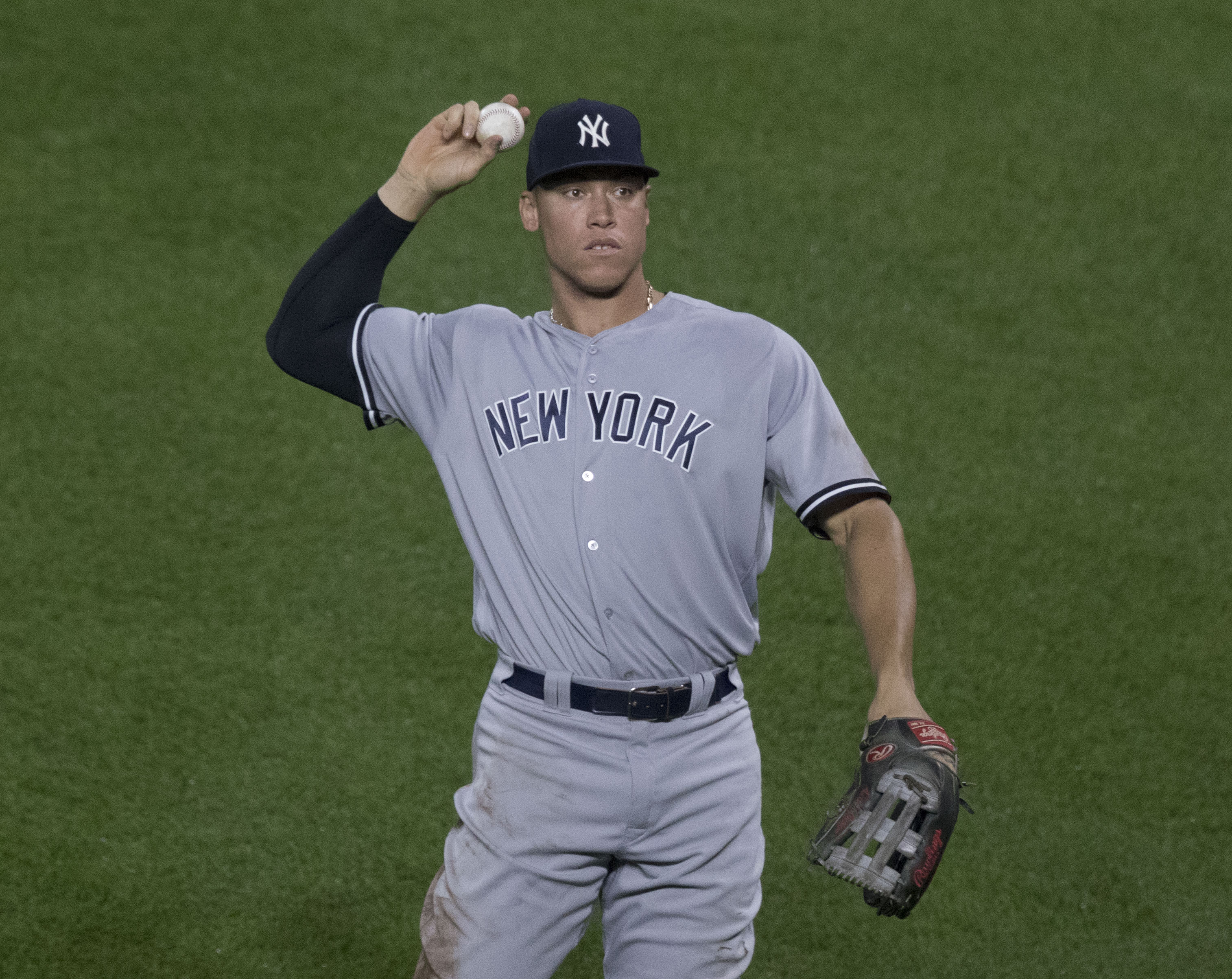
Judge in difesa nel settembre 2017

Il 25 settembre, Judge col 50º fuoricampo superò il record assoluto per un rookie, stabilito da Mark McGwire nel 1987. La sua stagione si chiuse con una media battuta di .284, 154 valide, 114 RBI, .422 di percentuale di arrivo in base, .627 di media bombardieri e 9 basi rubate. Guidò l'American League in tre categorie, con 128 punti segnati, 52 fuoricampo e 127 basi su ball (11 intenzionali). Si classificò invece secondo nella AL in RBI, percentuale di arrivo in base e media bombardieri. Fu però anche il giocatore a subire più strikeout della MLB, 208, superando il record di franchigia di Curtis Granderson nel 2012 e quello per un rookie stabilito da Kris Bryant nel 2015.
Gli Yankees terminarono con un record di 91-71, conquistando una wild card per i playoff. Nel Wild Card Round contro i Minnesota Twins, Judge batté il suo primo fuoricampo nella post-season nella vittoria per 8-4. In gara 3 delle Division Series derubò Francisco Lindor di un fuoricampo, mantenendo la partita in partita. Nelle American League Championship Series, Judge batté 3 fuoricampo, derubando anche Yulieski Gurriel di un potenziale fuoricampo nella sconfitta in gara 7 contro gli Houston Astros.
A fine anno Judge fu premiato con il Silver Slugger Award, vinse unanimemente il titolo di rookie dell'anno dell'American League e si classificò secondo nel premio di MVP dell'American League dietro a José Altuve.

### Stagione 2018

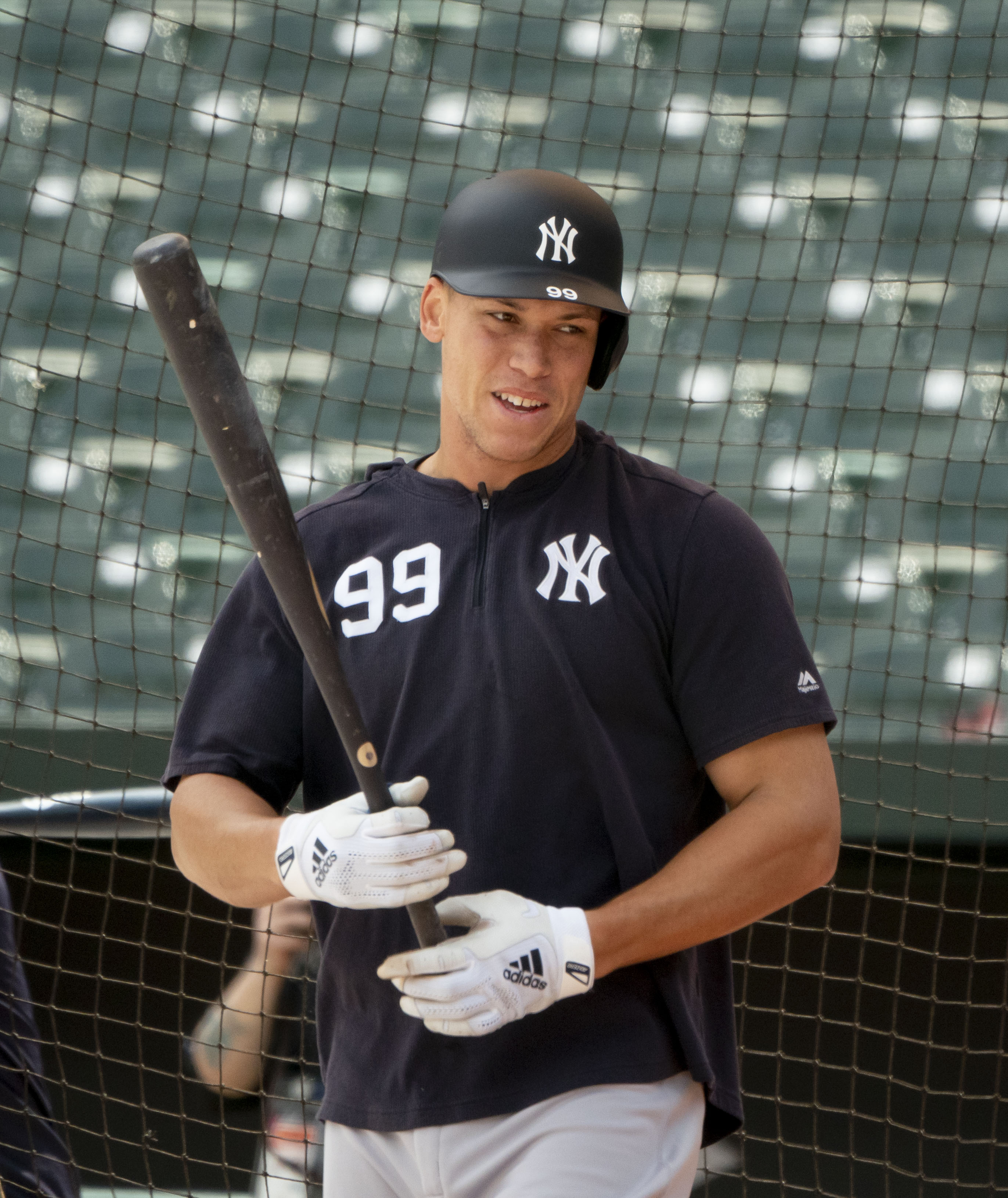
Judge nel 2019

Il 16 aprile Judge divenne il giocatore più veloce a battere 60 home run, riuscendovi in 197 partite, rispetto alle 202 di Mark McGwire.
Con .277 in battuta, 25 home run e 58 RBI, Judge fu nominato esterno partente per l'All-Star Game 2018. Fu il quinto giocatore degli Yankees ad essere titolare all'All-Star in entrambe le prime stagioni in carriera, dopo Babe Ruth, Lou Gehrig, Joe DiMaggio e Lefty Gomez. Il 26 luglio Judge si fratturò un polso, rimanendo fuori dal diamante di gioco fino al 26 settembre. Due giorni dopo tornò a battere un fuoricampo.
Judge chiuse la stagione con una media battuta di .278, 27 fuoricampo e 67 RBI in 112 partite. Gli Yankees eliminarono gli Oakland A's nella partita di wild card, ma pesero per tre gare a una contro i Red Sox nelle American League Division Series.

### Stagione 2019
Judge iniziò la stagione battendo con .288, 5 home run 11 RBI in 20 partite. Tuttavia il 20 aprile si infortunò a un muscolo battendo un singolo nel sesto inning della gara contro i Kansas City Royals. Non fece ritorno in campo fino al 21 giugno.
Il 27 agosto Judge batté il 17º fuoricampo stagionale e il 100º in carriera contro i Seattle Mariners. Vi riuscì in 371 partite, il terzo giocatore più rapido della storia.
Judge batté un fuoricampo contro il Green Monster di Fenway Park per la prima volta l'8 settembre. Con esso gli Yankees stabilirono un nuovo record di franchigia per home run in una stagione.
Judge chiuse la stagione regolare battendo con .272, con 27 fuoricampo e 55 punti battuti a casa in 378 turni in battuta.

### Stagione 2020
Durante gli allenamenti primaverili, Judge accusó dolore nella zona del petto. In seguito emerse una frattura da stress alle costole che lo costrinse a uno stop di due settimane.
Judge iniziò la stagione da 60 partite posticipata per il COVID-19 con cinque gare con almeno un home run (6 totali). La sua striscia si chiuse il 3 agosto quando batté con 2 su 4, senza fuoricampo. Fu la più lunga striscia per un giocatore degli Yankees da Alex Rodriguez (4-9 settembre 2007). Il 14 agosto fu inserito in lista infortunati per un problema a un polpaccio. Il 26 agosto tornò in lista infortunati dopo un infortunio allo stesso polpaccio contro gli Atlanta Braves. Chiuse l’annata battendo con .257, con 9 home run e 22 RBI in 28 partite.

### Stagione 2021
Durante il periodo del 10–16 maggio, Judge fu premiato per la quarta volta come miglior giocatore dell’American League della settimana. Judge batté con .571, con 8 punti segnati, 12 valide, 5 fuoricampo, 6 punti battuti a casa e 3 basi su ball in sei partite giocate. Batté anche il suo 130º fuoricampo in 460 partite, il secondo massimo della storia, dietro a Ryan Howard (142). Il 23 maggio fece registrar il primo RBI del sorpasso decisive, guadagnando una base su ball su un conteggio di 3–1 contro Liam Hendriks dei Chicago White Sox.
Il 9 luglio Judge batté la sua 500ª valida contro gli Houston Astros colpendo un doppio su lancio di Brandon Bielak. Divenne così il secondo Yankee più rapido di sempre con 500 valide e 100 fuoricampo, dietro solo a Joe DiMaggio.
A luglio Judge fu nominato esterno destro titolare per l’All-Star Game 2021.
Dopo l’All-Star Game, il giocatore fu inserito nella lista dei positivi al COVID-19. Fece ritorno contro i Tampa Bay Rays il 27 luglio.
Il 12 agosto Judge batté due fuoricampo. Altri due li batté l’11 settembre contro i New York Mets, arrivando a quota 32. Il 3 ottobre, nell’ultima gara della stagione regolare, batté il singolo della vittoria sui Tampa Bay Rays per 1–0 che diede agli Yankees una wild card per i playoff.
Judge chiuse la stagione battendo con .287, con 158 valide, 39 home run, 98 punti battuti a casa, 75 basi su ball, 2 basi intenzionali e 6 basi rubate]. A fine anno vinse il suo secondo Silver Slugger Award. Il 23 novembre fu inserito nella formazione ideale della MLB come esterno.

### Stagione 2022

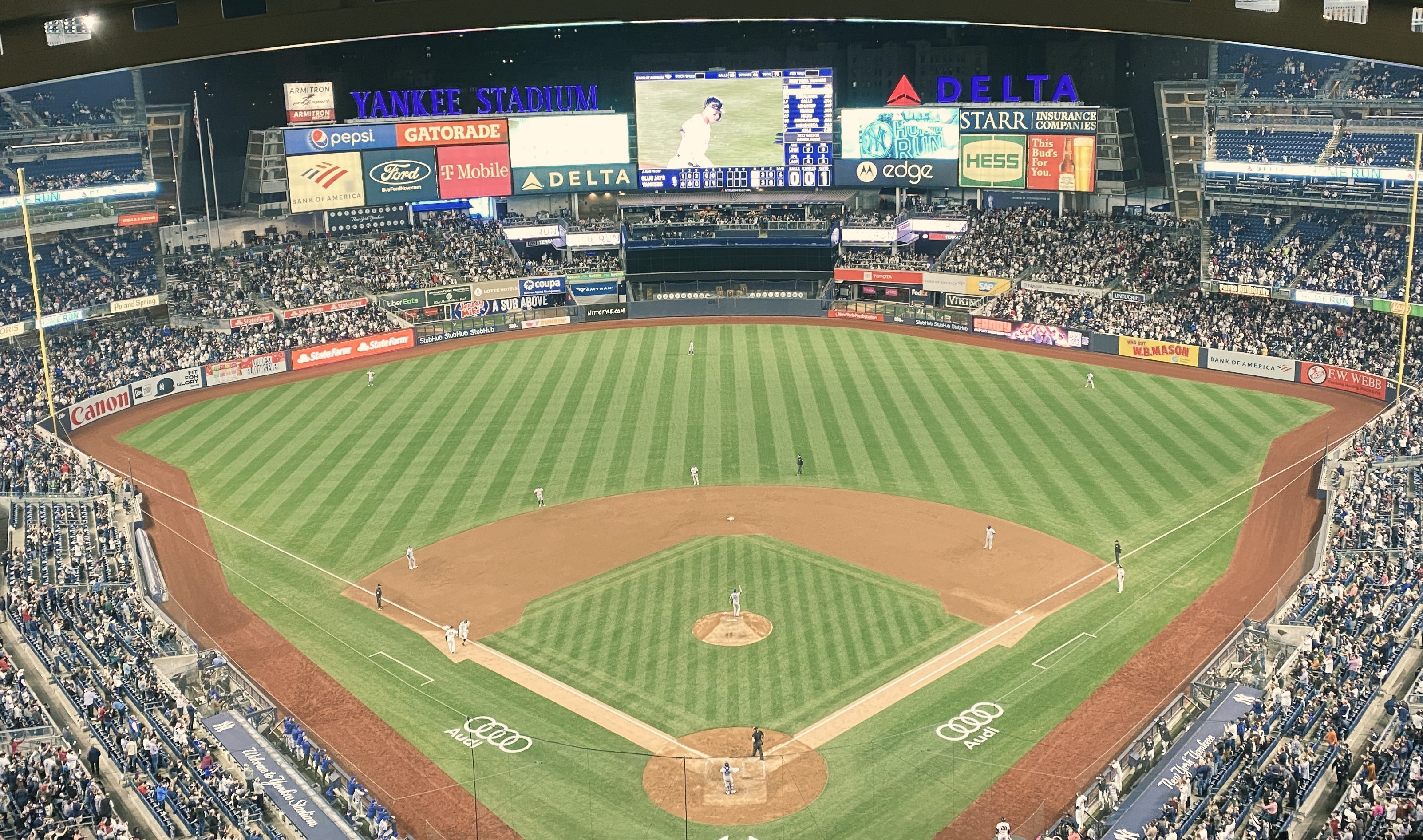
Judge (vicino alla terza base) fa il giro delle basi allo Yankee Stadium dopo il suo primo fuoricampo della stagione 2022

Prima della stagione 2022, Judge e gli Yankees negoziarono senza successo un nuovo contratto a lungo termine. Alla fine il giocatore firmò per un solo anno a 19 milioni di dollari.
Judge iniziò la stagione in maniera positive, battendo con .293 e sei fuoricampo nel mese di aprile.
Judge batté il suo primo home run che diede la vittoria in rimonta sul closer dei Toronto Blue Jays Jordan Romano il 10 maggio allo Yankee Stadium. Alla fine di maggor fu premiato come giocatore del mese dell’American League, in cui batté con .311 e 12 fuoricampo.
Judge batté il suo secondo fuoricampo della vittoria in rimonta il 26 giugno contro gli Houston Astros.
Judge fu votato come titolare per l’All-Star Game 2022, ricevendo più voti di ogni altro giocatore dell’American League.
Il 28 giugno batté il terzo e ultimo fuoricampo della vittoria in rimonta contro i Kansas City Royals, pareggiando il record degli Yankees di Mickey Mantle. Per due settimane consecutive fu poi premiato come giocatore dell’American League della settimana. A luglio invece fu premiato come giocatore del mese, quando tenne una media battuta di .333, con 13 fuoricampo.
Il 30 luglio Judge divenne il secondo giocatore più rapido di sempre a battere 200 home run in carriera, dietro a Ryan Howard. Il 29 agosto contro i Los Angeles Angels batté il 50º fuoricampo stagione, divenendo così il decimo giocatore della storia della MLB a riuscirvi in più di una stagione.
Judge batté il 55º home run il 7 settembre contro i Minnesota Twins, diventando il quarto gioatore della storia della MLB con 55 fuoricampo e 15 basi rubate in una stagione, dopo Babe Ruth (1921), Sammy Sosa (1998) e Ken Griffey Jr. (1997–98).
Il 60º home run di Judge giunse contro i Pittsburgh Pirates allo Yankee Stadium il 20 settembre 2022. Novantacinque anni dopo la stagione da 60 fuoricampo di Babe Ruth, Judge divenne il terzo giocatore della storia dell’American League a tagliare tale traguardo. Fu anche lo Yankee più rapido a riuscirvi, in 147 partite.
Il 28 settembre Judge batté il suo 61º home run su lancio di Tim Mayza dei Toronto Blue Jays, pareggiando il primato stagionale di Roger Maris nell’American League. Nella penultima gara della stagione regolare contro i Texas Rangers al Globe Life Field il 4 ottobre, Judge batté il suo 62º fuoricampo su lancio di Jesús Tinoco, appropriandosi del record stagionale della American Can Link. Secondo alcuni osservatori il record di 62 home run di Judge ha legittimità del record assoluto della MLB, dal momento che gli unici giocatori ad averne battuti di più (Barry Bonds, Sosa e McGwire) sono stati tutti coinvolti in problemi di doping.
Judge chiuse la stagione guidando la MLB con 62 fuoricampo, 133 punti segnati, 131 RBI (alla pari con , 133 runs scored, 131 RBI (alla pari con Pete Alonso dei Mets), e 111 basi su ball, battendo con .311 e rubando 16 basi. Gli sfuggì la Tripla Corona dell’American League poiché il giocatore dei Minnesota Twins' Luis Arraez ebbe una media battuta superiore di 5 punti.
Per le sue prestazioni, Judge fu premiato come MVP dell’American League, ottenendo 28 voti per il primo posto su 30. Fu anche inserito nella formazione ideale della MLB. La sua annata fu considerata una delle migliori della storia a livello offensivo. Il 30 aprile 2022 fu votato Atleta maschile dell’anno dall’Associated Press, superando la concorrenza di Shohei Ohtani degli Angeles. Fu anche premiato come Time Magazine Athlete of the Year.
Gli Yankees si qualificarono per i playoff affrontando i Cleveland Guardians nelle American League Division Series, dove Judge batté con .200 con due fuoricampo, nella vittoria in cinque partite. Nelle American League Championship Series Judge batté solamente con .063, con una valida e una base su ball, con la sua squadra che fu eliminate in quattro gare dagli Astros, che sarebbero poi andati a vincere le World Series 2022.

### Stagione 2023
Divenuto free agent, Judge ricevette l’interesse dei San Diego Padres e dei San Francisco Giants, oltre che degli stessi Yankees. All’inizio di dicembre, i primi gli offrirono un contratto da 400 milioni di dollari (secondo il suo agente). Gli Yankees invece offrirono solamente 320 milioni per otto anni. Un nuovo accordo fu proposto telefonicamente a Judge da Hal Steinbrenner il proprietario della squadra, che gli offrì un nono anno e altri 40 milioni garantiti. Ciò divenne la base dell’accordo che gli Yankees e Judge firmarono il 20 dicembre 2022, un accordo di nove anni del valore di 360 milioni di dollari, all’epoca il contratto più ricco della storia della MLB. Nella conferenza stampa del giorno successivo, Steinbrenner nominò Judge 16º capitano della storia degli Yankees, il primo dal ritiro di Derek Jeter otto anni prima.
Nella prima gara della stagione e la sua prima come capitano, Judge batté un fuoricampo contro i Giants.
Judge fu inserito nella lista degli infortunati a dieci giorni dopo un problema a un’anca subito mentre stava scivolando verso una base contro i Twins il 26 aprile. Fece ritorno il 9 maggio contro gli Oakland A’s.
Judge fu premiato come giocatore dell’American League della settimana per quella dal 15 al 21 maggio. Malgrado l’avere saltator le prime cinque gare di maggio fu premiato anche come giocatore del mese dell’American League. In quell’arco di tempo batté con .342, con 12 home run in 21 partite.
Il 3 giugno si infortunò a un piede al Dodger Stadium facendogli perdere 42 partite, con gli Yankees che ebbero un record di 19-23 in sua assenza. Malgrado l’infortunio fu convocato per l’All-Star Game, a cui non poté prendere parte, venendo sostituito da Adolis Garcia. Fece ritorno contro i Baltimore Orioles a Camden Yards il 28 luglio.
Il 23 agosto Judge batté tre fuoricampo contro i Washington Nationals in casa. Si ripeté contro gli Arizona Diamondbacks meno di un mese dopo, il 22 settembre, divenendo il primo giocatore della storia degli Yankees a battere tre home run per due volte in una stagione.
Il 2 settembre Judge batté il suo 250º fuoricampo (il 30º della stagione) contro gli Astros su lancio di Justin Verlander nel quinto inning. Alla sua 810ª gara in carriera, divenne il giocatore più rapido della storia a riuscirvi, superando Ryan Howard (855 gare) e Ralph Kiner (871 gare).
Malgrado avere saltato 56 partite, Judge batté 37 fuoricampo e 75 RBI nel 2023, con .267 in battuta.  Gli Yankees mancarono per la prima volta l’accesso ai playoff dal 2016.

### Stagione 2024
Dopo che un infortunio interruppe gli allenamenti primaverili, Judge iniziò lentamente la stagione 2024, battendo con .180 nelle prime tre settimane di aprile. Giocò principalmente come esterno centro nella prima parte della stagione, ma fece anche la sua prima apparizione in MLB sul lato sinistro quando Alex Verdugo fu assente per congedo parentale. Verso il finire di aprile Judge apparve più a suo agio e migliorò le sue prestazioni in battuta, facendo registrare 8 valide e 3 fuoricampo nell’ultima settimana del mese.
Il 4 maggio Judge fu espulso per la prima volta in carriera dopo una discussione sull’assegnamento di un terzo strike con l’umpire Ryan Blakney.
Judge fu eletto giocatore della settimana dell’American League il 19 maggio dopo avere battuto con 10 su 20, con una media bombardieri di 1.200, 3 home run e 5 doppi. Fu anche premiato come giocatore della AL del mese a Maggio, in cui batté 14 fuoricampo, 12 doppi, 27 RBI ed ebbe una media battuta di .361. Nella serie a Oracle Park contro i San Francisco Giants batté con 6 su 10, 3 fuoricampo e 6 RBI, con gli Yankees che vinsero tutte le partite. Per il termine di Maggio, la sua media battuta era salita a .277.
Dopo il 9 giugno, Judge fu premiato ancora come giocatore della AL della settimana. In sei gare contro i Minnesota Twins e i Los Angeles Dodgers batté con .500, 3 fuoricampo e 12 RBI. Dopo una gara da 3 su 4 contro i Dodgers il 9 giugno, per la prima volta in stagione la sua media battuta superò .300. Per il termine di giugno, Judge stava guidando la MLB in fuoricampo (31), punti battuti a casa (82) e OPS (1.144), mentre era secondo nella AL in media battuta (.316). A giugno fu nuovamente premiato come giocatore del mese della AL per la seconda volta consecutiva, battendo con .409, 11 home run e 37 RBI.
Il 27 giugno Judge fu annunciato come esterno titolare per l’All-Star Game 2024 dopo avere ricevuto più voti di qualsiasi altro giocatore.
Il 2 agosto contro i Blue Jays Judge batté il 40º home run e il 100º RBI della stagione.
Il 14 agosto contro i Chicago White Sox Judge batté il 300º fuoricampo in carriera nella vittoria per 10–2, il giocatore più rapido della storia a riuscirvi, in 955 gare e 3.431 turni in battuta, superando i record di Ralph Kiner di 132 gare e quello di Babe Ruth di 400 turni in battuta. Divenne anche il secondo battitore della storia a battere il 300º fuoricampo prima della 1000ª valida.
Il 50º e 51º home run giunsero il 25 agosto, diventando il quinto giocatore della storia della MLB con almeno tre stagioni con 50 o più fuoricampo.
Il 26 agosto arrivò la 1000ª valida in carriera al Nationals Park.
A fine agosto Judge fu premiato per la terza volta in stagione come giocatore del mese, dopo avere battuto con .389.
Il 13 settembre Judge batté un grande slam contro i Boston Red Sox. Ciò interruppe una striscia di 16 gare senza home run, la striscia più lunga della carriera. Tale grand slam complete la rimonta degli Yankees, che erano in svantaggio contro i Red Sox per 4–1 prima della sua battuta da 4 punti.
Gli Yankees vinsero le American League Championship Series contro i Cleveland Guardians in cinque gare in cui Judge batté 2 fuoricampo e 5 RBI. Nelle sue prime World Series batté con 1 su 12, con 7 strikeout nelle prime tre gare, tutte perse contro i Dodgers. In gara cinque batté il suo primo fuoricampo nelle World Series con la sua squadra che si portò in vantaggio per 5-0 ma una serie di errori difensivi, incluso il primo stagionale di Judge in difesa, fecero perdere New York per 7–6, dicendo addio al titolo.
A fine stagione Judge fu premiato come MVP dell’American League, il secondo giocatore della storia degli Yankees a vincere con verdetto unanime dopo Mickey Mantle nel 1956.

### Stagione 2025
Il 29 marzo 2025 contro i Milwaukee Brewers, Judge batté tre fuoricampo, con un doppio e 8 RBI, la sua terza gara in carriera con tre home run. Il 31 marzo fu premiato come giocatore della American League della settimana, la prima della stagione, in cui batté con 6 su 11, con 4 home run e 11 punti battuti a casa.

## Palmarès
- MVP dell'American League: 2

2022, 2024
- Rookie dell'anno dell'American League

2017
- MLB All-Star: 6

2017, 2018, 2021, 2022, 2023, 2024
- Silver Slugger Award: 4

2017, 2021, 2022, 2024
- Vincitore dell'Home Run Derby: 1

2017
- Leader dell'AL in fuoricampo: 3

2017, 2022, 2024
- Leader dell'AL in punti battuti a casa: 2

2022, 2024